# Lithophane jezoensis
Lithophane jezoensis là một loài bướm đêm trong họ Noctuidae.